# دندان کوسه

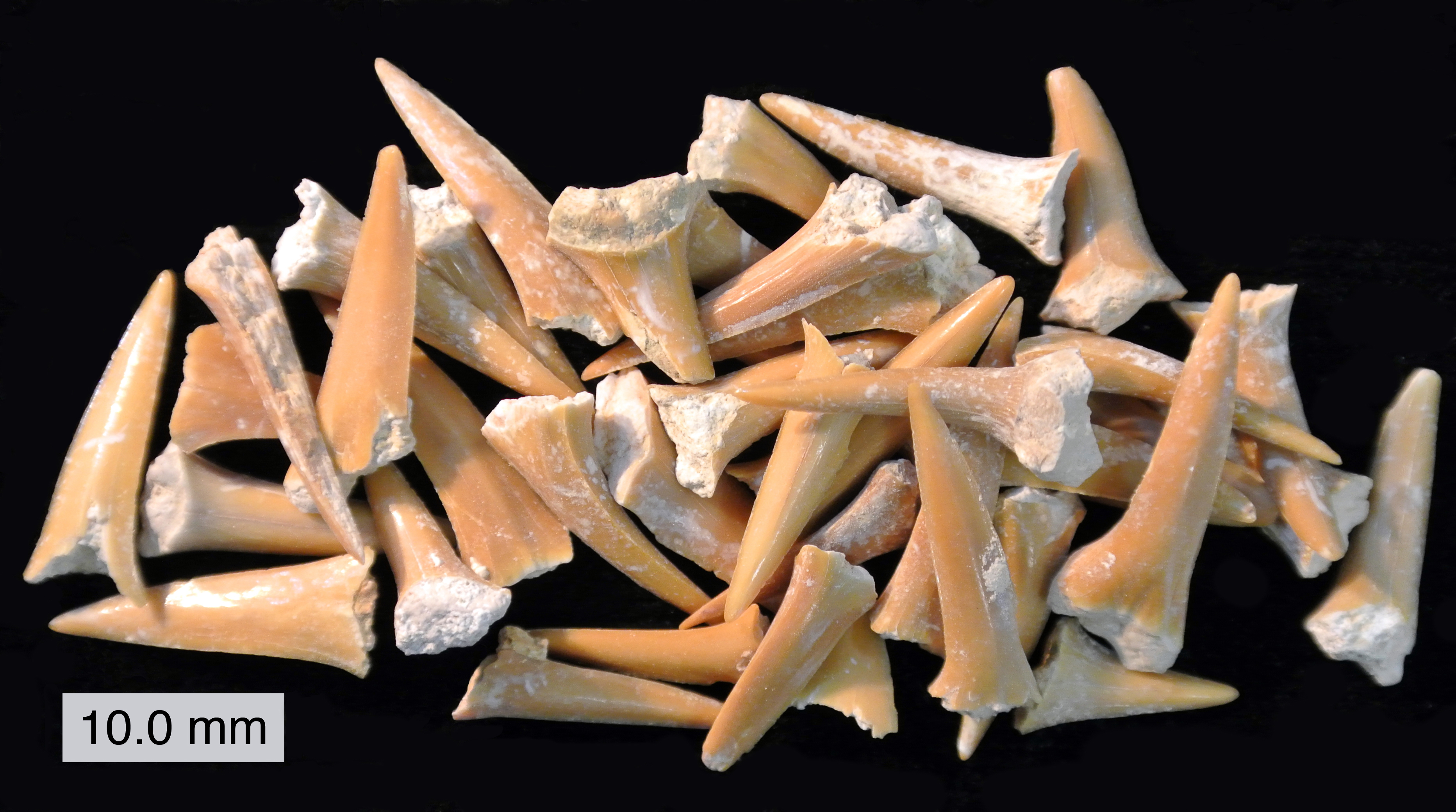
فسیل دندان‌های کوسه (کرتاسه) از جنوب فلسطین.

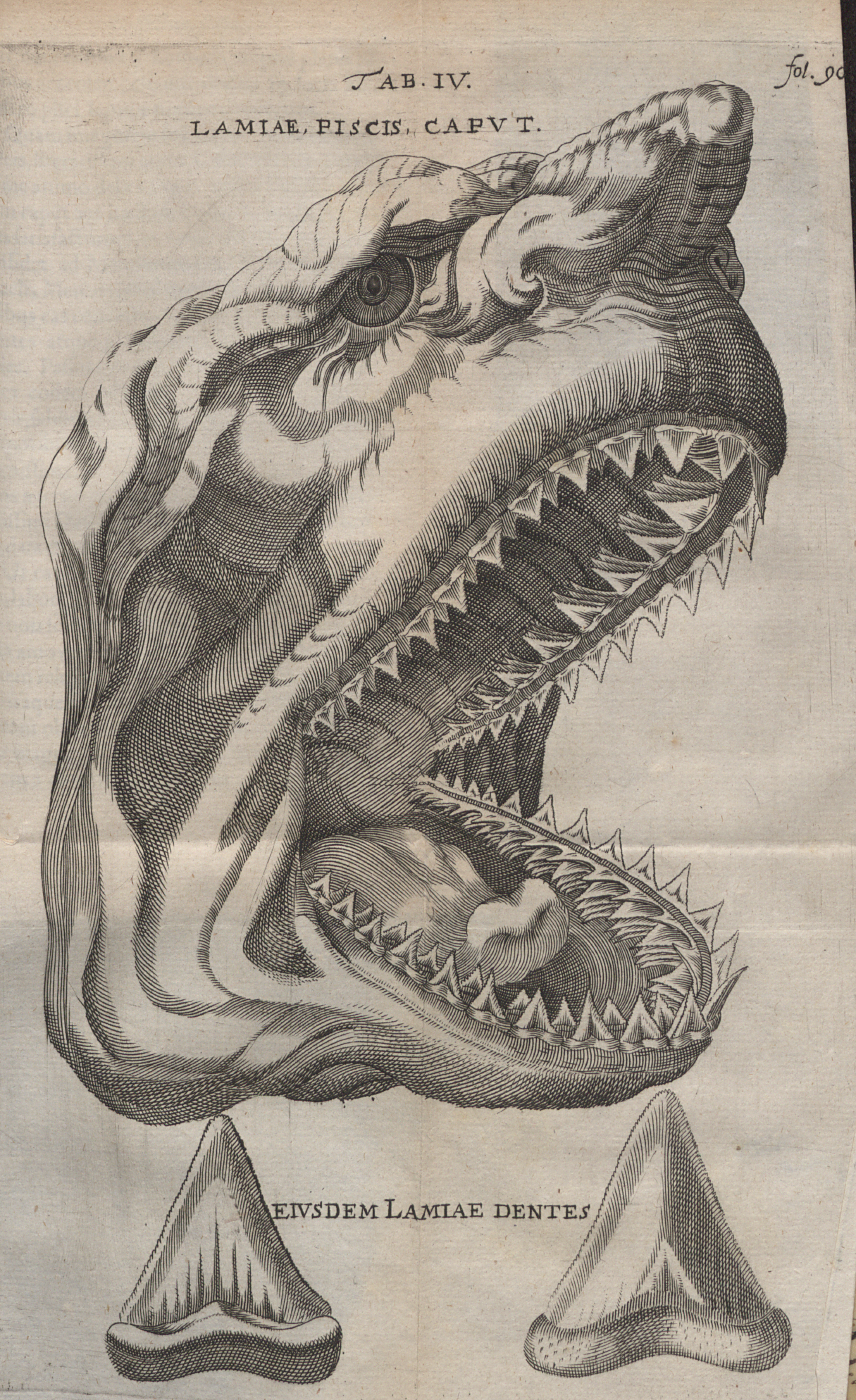
نمونه Elementorum myologiae، ۱۶۶۹

دندان کوسه یکی از دندان‌های بیشمار کوسه است. دندان‌های کوسه در طول زندگی‌اش مرتب می‌ریزند. برخی از زمین کوسه‌سانان در طول زندگی خود حدود ۳۵ هزار دندان ریخته و دندان‌های تازه جایگزینش می‌کنند. دندان کوسه چهار نوع اصلی دارد: متراکم مسطح، سوزن مانند، پایین با نوار مثلثی فوقانی و غیر کاربردی. نوع دندانی که یک کوسه دارد به رژیم و عادت غذایی‌اش بستگی دارد.
در بعضی از سازندها، دندان‌های کوسه یک فسیل رایج است. با تجزیه و تحلیل این فسیل‌ها می‌توان به اطلاعاتی در مورد فرگشت و شیوهٔ زندگی کوسه‌ها دست پیدا کرد؛ معمولاً دندان‌ها تنها بخش از کوسه‌هاست که فسیل می‌شوند. بخش عمدهٔ ثبت‌های فسیلی مربوط به نرم‌آبشش‌داران فسیل دندان‌شان است که به چند صد میلیون سال پیش بازمی‌گردد. دندان کوسه دارای مواد کلسیم فسفات مقاوم هستند.
قدمت قدیمی‌ترین گونه‌های کوسه به ۴۵۰ میلیون سال پیش، یعنی اواخر دورهٔ اردویسین پسین بازمی‌گردد و بیش‌تر این دانسته‌ها برآمده از فسیل دندان‌هاست. با این حال، رایج‌ترین فسیل‌های دندانی کوسه مربوط به دوران نوزیستی است (۶۶ میلیون سال اخیر).

## انواع و کاربردها
اگرچه کوسه‌ها اغلب به شدت تخصصی شده هستند، در تطبیق‌پذیری‌شان به عنوان یک رده، گسترهٔ وسیعی دارند. دندان‌های‌شان هم این گستردگی را در شکل و عملکرد منعکس می‌کنند.
تعدادی از انواع معمول دندان کوسه هست که بسته به رژیم غذایی کوسه تغییر می‌کند. برخی از آن‌ها از این قبیل‌اند: دندان‌های مسطح و متراکم برای خرد کردن، دندان‌های سوزن‌مانند بلند برای به‌دندان گرفتن، دندان‌های رو به پایین برای به‌دندان گرفتن و مضرس کردن و دندان‌هایی که بسیار ریزند، به شدت تقلیل رفته‌اند و کاربردی نیستند.

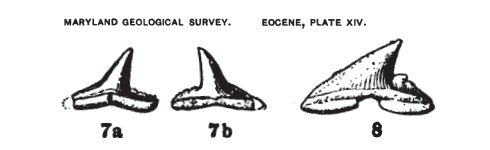
Eastman1901-وب

### دندانهای مسطح متراکم
از دندان‌های مسطح و متراکم برای خرد کردن طعمه‌هایی مانند دوکفه‌ای‌ها و سخت پوستان استفاده می‌شود. کوسه‌های پرستار و کوسه‌های فرشته جزو این گروه هستند. آنها به‌طور معمول در کف اقیانوس یافت می‌شوند.

### یادکردی ویژه: دندان‌های مگالودون

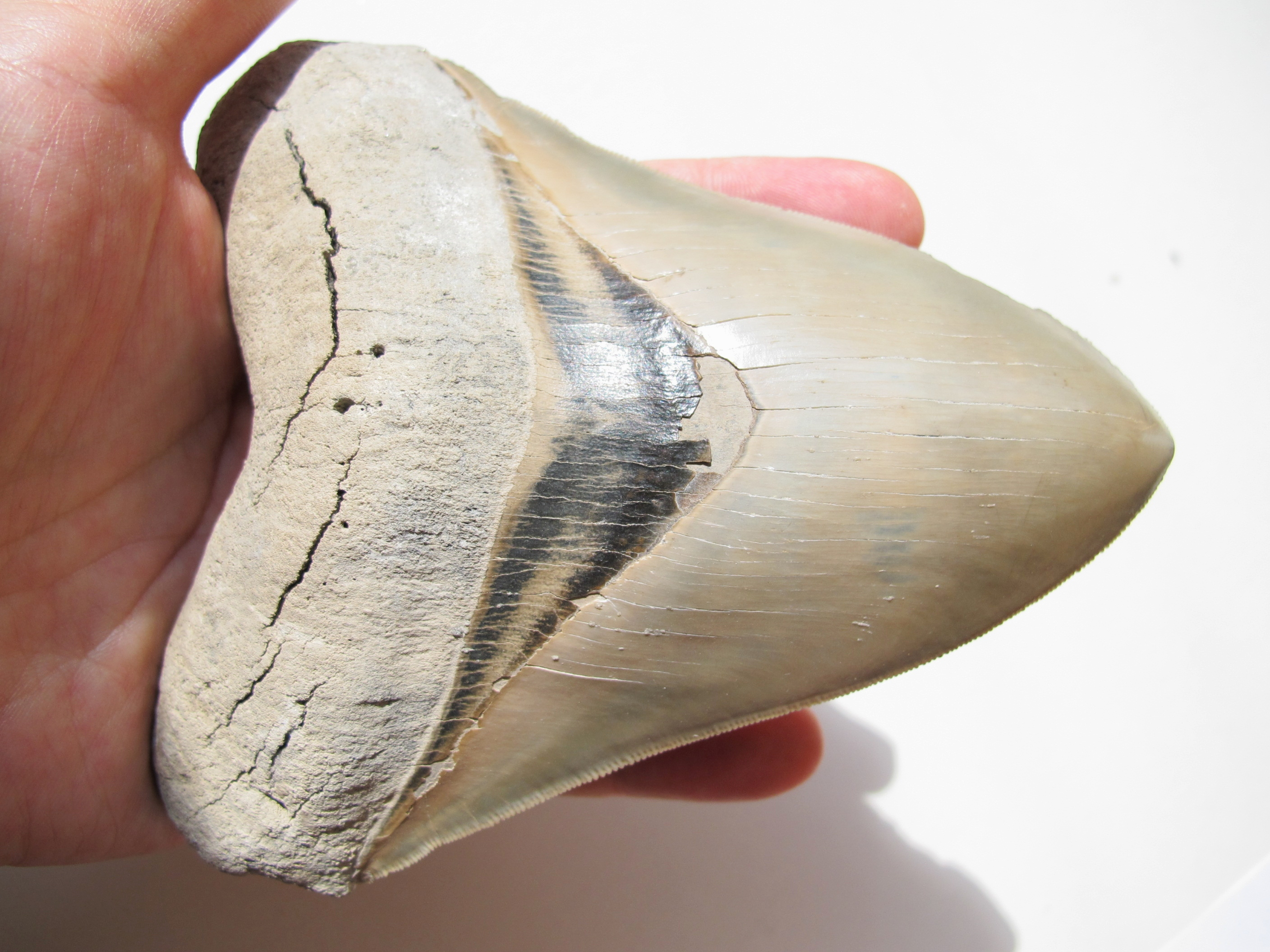
یک دندان C. megalodon که از معدن لی کریک، آرورا، کارولینای شمالی در ایالات متحده کشف شده‌است.

## شمارش

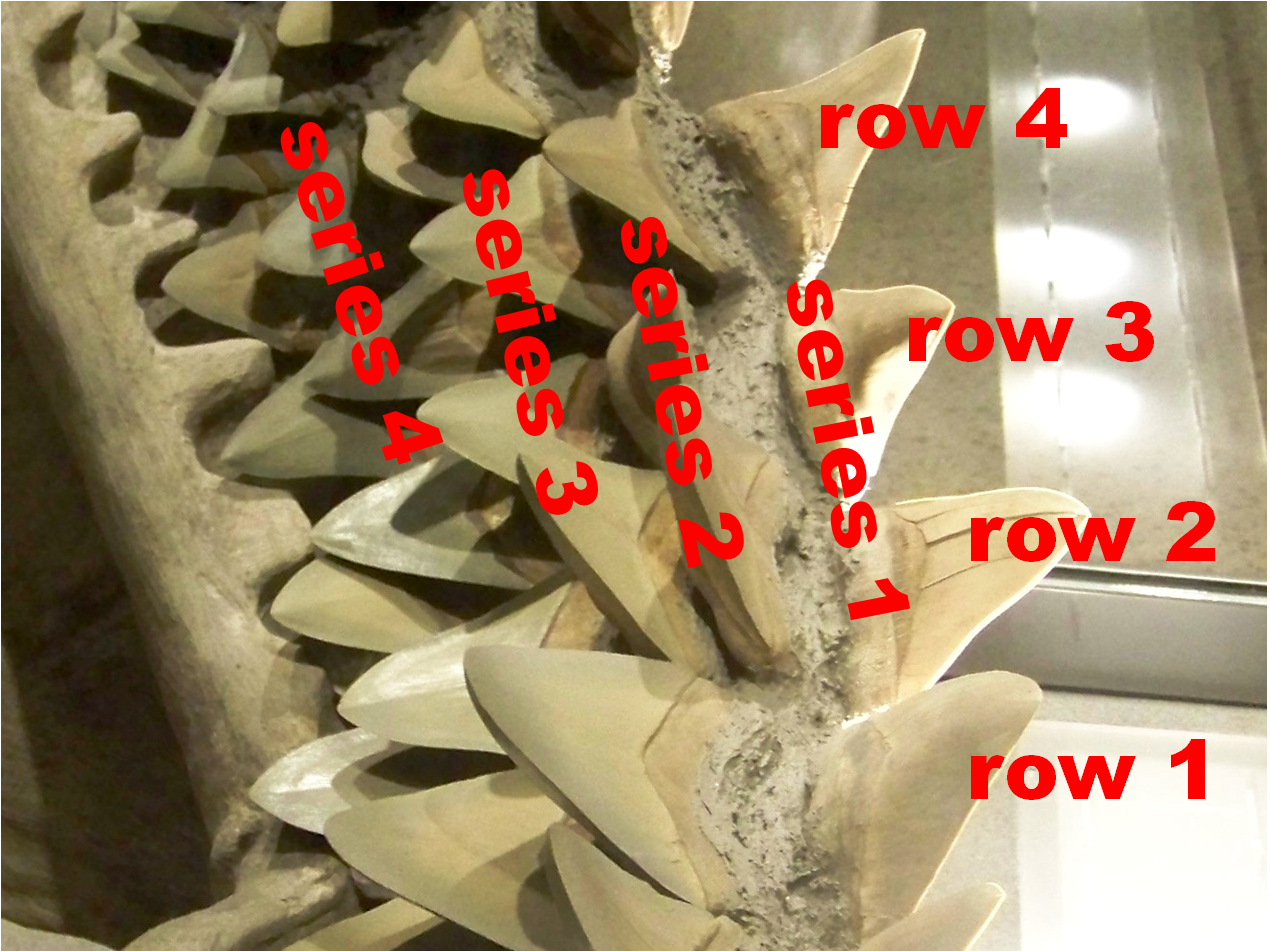
فک پایین مگالودون با ۴ ردیف دندان و ۴ سری دندان برچسب گذاری شده‌است. "سری ۱" شامل دندانهای عملکردی در قسمت جلوی فک است.

## تاریخچه کشف

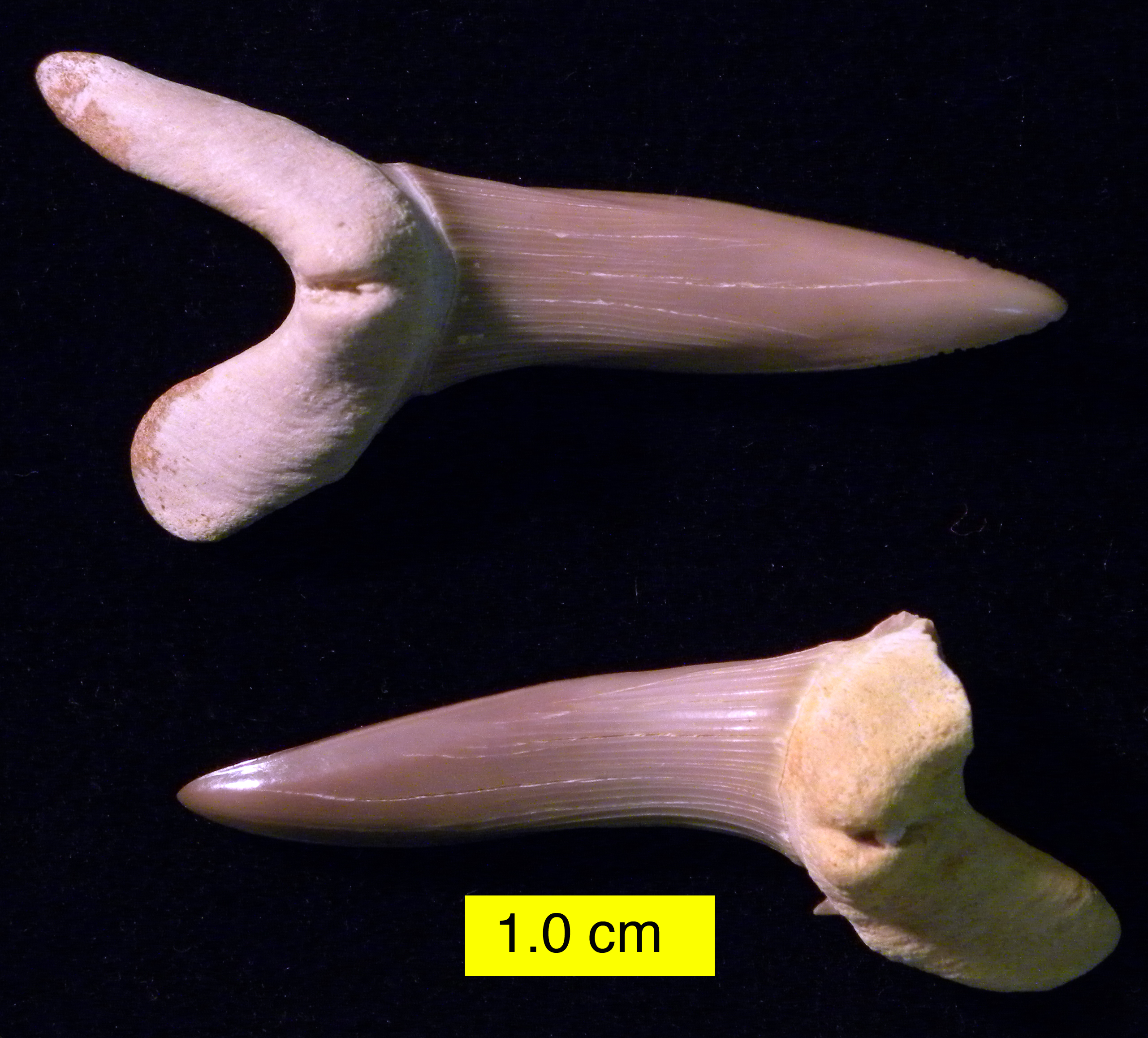
Scapanorhynchus texanus، سازند Menuha (کرتاسه پسین)، فلسطین جنوبی.

قدیمی‌ترین سابقهٔ شناخته شده از فسیل دندان کوسه به پلینی بزرگ بازمی‌گردد که معتقد بود این اجسام مثلثی شکل هنگام ماه‌گرفتگی‌ها از آسمان سقوط می‌کنند.

## ابزاری برای استفادهٔ انسان

سلاح‌های گیلبرتی با دندان‌های کوسه لبه‌دار شده‌است.

در اقیانوسیه و آمریکا از دندان‌های کوسه معمولاً برای ابزارها استفاده می‌شد؛ به‌ویژه بر اسلحه‌هایی مانند چماق و خنجر. به علاوه از آن به عنوان تیغه‌هایی برای تراشیدن چوب و ابزارهایی برای تهیه غذا استفاده می‌شد.